# آرتمیا سالینا
آرتمیا سالینا یا میگوی آب شور (نام علمی: Artemia salina) یک گونه از آرتمیا و از سخت‌پوستان آبزی است. سالینا بومی دریاچه‌های آب شور، برکه‌ها و آب‌های موقت (نه دریاها) در منطقه مدیترانه در جنوب اروپا، آناتولی و شمال آفریقا است.

## ویژگی‌های زیستی
آرتمیا سالینا دارای سه چشم و ۱۱ جفت پا است و می‌تواند تا حدود ۱۵ میلیمتر (۰٫۶ اینچ) رشد کند. خون آن حاوی مادهٔ هموگلوبین است که در مهره‌داران نیز یافت می‌شود. نرها دارای شاخک‌های دوم هستند که به‌طور قابل‌توجهی بزرگ شده و به‌عنوان اندام‌های گیره‌ای در جفت‌گیری استفاده می‌شود.

## چرخه زندگی

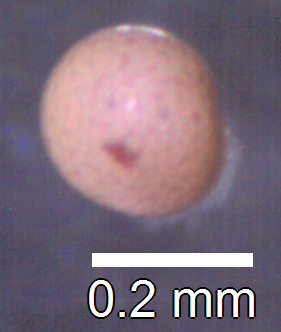
کیست (تخم)

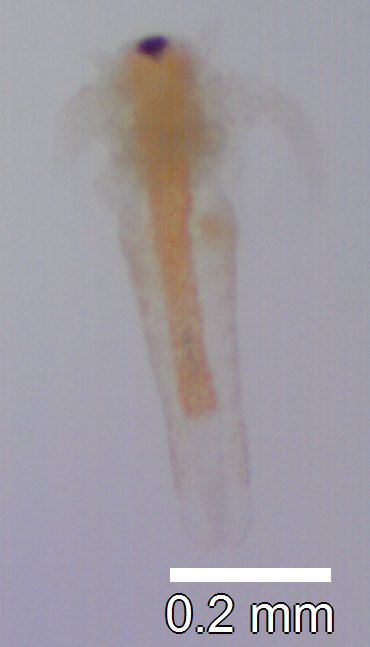
ناپلیوس (لارو)

نرها دو اندام تناسلی دارند. قبل از جفت‌گیری، نر، ماده را با اندام گیره خود می‌بندد، و در موقعیت پشتی قرار می‌گیرد. نر و ماده ممکن است چند روز در همین وضعیت، در کنار هم شنا کنند. در این حالت، حرکات ضمائم شنای جفت به صورت هماهنگ انجام می‌شود. ماده‌ها می‌توانند با جفت‌گیری یا از طریق بکرزایی تخم تولید کنند. در این گونه، دو نوع تخم وجود دارد: تخم‌های با پوسته نازک که نوزادان فوراً از تخم بیرون می‌آیند و تخم‌های با پوسته ضخیم که می‌توانند در حالت خفتگی باقی بمانند. این کیست‌ها می‌توانند چندین سال باقی بمانند و زمانی که در آب شور قرار گرفتند، از تخم بیرون آیند. تخم‌های پوسته‌ضخیم، زمانی تولید می‌شوند که آب بدن جانور در حال خشک شدن است، غذا کمیاب است و غلظت نمک در حال افزایش است. اگر ماده بمیرد، تخم‌ها بیشتر رشد می‌کنند. تخم‌ها به‌شکل لاروهایی موسوم به ناپلیوس که حدود ۰٫۵ میلی‌متر هستند، از تخم خارج می‌شوند. آن‌ها یک چشم ساده دارند که فقط حضور و جهت نور را حس می‌کند. ناپلیوس‌ها به سمت نور شنا می‌کنند اما بالغ‌ها از آن دور می‌شوند. بعداً دو چشم توانمندتر رشد می‌کنند اما چشم اولیه نیز باقی می‌ماند و در نتیجه، موجودات سه‌چشمی به وجود می‌آیند.

## بوم‌شناسی
در طبیعت، آن‌ها در دریاچه‌های نمک زندگی می‌کنند. آن‌ها تقریباً هرگز در دریای آزاد یافت نمی‌شوند، به احتمال زیاد به دلیل کمبود غذا و عدم توانایی دفاع از خود. با این حال، آرتمیاها در آب‌های داخلی کالیفرنیا، که به دریا متصل است، مشاهده شده‌است. برخلاف اکثر آبزیان، آرتمیا وارونه شنا می‌کند.
آرتمیا می‌تواند در آبی زندگی کند که محتوای نمک آن بسیار بیشتر یا بسیار کمتر از آب دریا است و مقادیر نمکی تا ۵۰٪ را تحمل می‌کنند که تقریباً یک محلول اشباع است و می‌تواند چندین روز در محلول‌های بسیار متفاوت از آب دریا مانند پتاسیم پرمنگنات یا نقره نیترات زنده بماند، در حالی که ید برای آن‌ها مضر است. رنگ این حیوان به غلظت نمک بستگی دارد و غلظت‌های بالاتر، به آن‌ها ظاهر کمی قرمز می‌دهد. در آب شیرین، آرتمیا سالینا پس از حدود یک ساعت می‌میرد. این جانور عمدتاً از جلبک‌های سبز تغذیه می‌کند.

## کاربردها
انعطاف‌پذیری این موجودات، آن‌ها را به نمونه‌های آزمایشی ایدئال در آزمایش‌ها تبدیل کرده و آرتمیا یکی از موجودات استاندارد برای آزمایش سمیت مواد شیمیایی از جمله غربالگری برای فعالیت آفت‌کش‌ها است. از این جانور، در تغذیهٔ ماهیان آکواریومی نیز استفاده می‌شود.

## شناسایی
آرتمیا سالینا نخستین بار توسط کارل لینه در سال ۱۷۵۸ و بر اساس گزارش یک آلمانی به نام شلوسر در لیمینگتون انگلستان ثبت شد. آن جمعیت، اکنون منقرض شده‌است، اما نمونه‌های جمع‌آوری شده در آن‌جا، همچنان در موزه‌های جانورشناسی نگهداری می‌شوند.